# Piechota łanowa
Piechota łanowa – rodzaj oddziałów wojskowych w Polsce wzorowany na piechocie wybranieckiej, do których pierwszy zaciąg przeprowadzono w 1655 r. wśród chłopów z dóbr królewskich, szlacheckich i kościelnych.
Każdy właściciel ziemski miał obowiązek wystawić jednego żołnierza z 15 łanów (240 ha), zamiast jak dotąd z 20 łanów (320 ha) ziemi uprawnej.
Od 1673 r. została zastąpiona przez zaciąg według liczby budynków mieszkalnych - była to tzw. piechota dymowa. W miastach podstawą poboru rekruta zawsze była liczba domów (dymów). Szeregowi, nazywani łannikami, nosili umundurowanie w kolorze błękitnym podbite czerwienią.